# Heid (Kürten)
Heid ist ein Wohnplatz in der Gemeinde Kürten im Rheinisch-Bergischen Kreis.

## Lage und Beschreibung
Der Ort liegt zwischen Ahlendung und Hausgrund an der Gemeindegrenze zu Lindlar im Osten der Gemeinde.

## Geschichte
1822 lebten 15 Menschen im als Haus kategorisierten und Heid bezeichneten Ort.
Der 1845 laut der Uebersicht des Regierungs-Bezirks Cöln als Hof kategorisierte Ort besaß zu dieser Zeit zwei Wohnhäuser. Zu dieser Zeit lebten 16 Einwohner im Ort, davon alle katholischen Bekenntnisses.
Die Gemeinde- und Gutbezirksstatistik der Rheinprovinz führt Heid 1871 mit vier Wohnhäusern und 19 Einwohnern auf.
Im Gemeindelexikon für die Provinz Rheinland von 1888 werden fünf Wohnhäuser mit 19 Einwohnern angegeben.
1895 hatte der Ort vier Wohnhäuser und 13 Einwohner.
1905 besaß der Ort drei Wohnhäuser und zwölf Einwohner und gehörte konfessionell zum katholischen Kirchspiel Biesfeld.
1927 wurden die Bürgermeisterei Kürten in das Amt Kürten überführt. In der Weimarer Republik wurden 1929 die Ämter Kürten mit den Gemeinden Kürten und Bechen und Olpe mit den Gemeinden Olpe und Wipperfeld zum Amt Kürten zusammengelegt. Der Kreis Wipperfürth ging am 1. Oktober 1932 in den Rheinisch-Bergischen Kreis mit Sitz in Bergisch Gladbach auf.
1975 entstand aufgrund des Köln-Gesetzes die heutige Gemeinde Kürten, zu der neben den Ämtern Kürten, Bechen und Olpe ein Teilgebiet der Stadt Bensberg mit Dürscheid und den umliegenden Gebieten kam.